# SL 16
Le SL 16 est une classe de catamaran de sport de série internationale, construite par Sirena Voile et dessinée par Yves Loday.

## Description
Le gréement du SL 16 est constitué d'un spinnaker, un foc, une grand-voile à corne.
C'est un bateau où le poids minimum de l'équipage doit être de 100 kg, mais le poids idéal est de 110 - 115 kg. Pour participer aux championnats de France Espoir Glisse en SL 16, il faut être âgé entre 15 et 21 ans au 31 décembre de l'année en cours. C'est un support à jauge internationale. Le SL 16 est un bateau sportif, car la plateforme a été conçue pour SL 15.5 mais avec un gréement plus grand, cela donne un bateau sur-vitaminé.